# Alejandra Monteverde
Alejandra Monteverde (* 29. September 1988) ist eine peruanische Badmintonspielerin. 

## Karriere
Alejandra Monteverde gewann 2004 bei den Nachwuchs-Panamerikameisterschaften der Altersklasse U17 alle drei möglichen Titel. 2008 und 2009 siegte sie bei den Brazil International. Im letztgenannten Jahr gewann sie auch Silber bei den Panamerikameisterschaften mit der Mannschaft Perus. 2010 war sie bei den Suriname International erfolgreich. Bei den Panamerikaspielen 2011 wurde sie Fünfte im Doppel und Neunte im Einzel.